# Selles (Marna)
Selles è un comune francese di 363 abitanti situato nel dipartimento della Marna nella regione del Grand Est.

## Società

### Evoluzione demografica
Abitanti censiti